# Городня (Прилуцький район)
Горо́дня — село в Україні, у Прилуцькому районі Чернігівської області. Входить до складу Ічнянської міської громади. Населення становить 448 осіб.

## Географія
Село розташоване в центральній частині району, над річкою Гмирянка, яка через 2 км впадає в річку Смош. Нижче за течією на відстані 1 км — село Однольків.
Відстань від Чернігова — близько 150 км (автошляхами — 178 км), до Ічні — 18 км (автошляхами — близько 22. Найближча залізнична станція — Ічня на лінії Бахмач — Прилуки Полтавської дирекції залізничних перевезень.
Площа села близько 4 км². Висота над рівнем моря — 141 м.
У селі балка Грузський Яр впадає у річку Гмирянку.

## Населення

### Мова
Розподіл населення за рідною мовою за даними перепису 2001 року:
| Мова       | Кількість | Відсоток |
| ---------- | --------- | -------- |
| українська | 443       | 98.88%   |
| російська  | 4         | 0.90%    |
| білоруська | 1         | 0.22%    |
| Усього     | 448       | 100%     |

## Історія
На території села збереглися залишки городища періоду Київської Русі (IX-XIII століття).
Село засноване в першій половині XVII сторіччя. В 1648 році у селі була створена козацька сотня, яка входила до складу Прилуцького полку. Сотником був Остап Єремієнко, до її складу входило 100 козаків. З 1654 року по 1781 рік Городнянські козаки ходили в походи в складі Іваницької сотні Прилуцького полку Гетьманщини.
Є на мапі 1787 року
У селі Михайлівська церква
На 1859 рік у власницькому селі Прилуцького повіту Полтавської губернії мешкало 1508 осіб (709 чоловічої статі та 799 — жіночої), налічувалось 218 дворових господарств, існували православна церква та сільська управа.
450 жителів села брали участь у Другій світовій війні, 230 з них — загинули, 160 — нагороджені орденами і медалями СРСР. На честь воїнів-односельців, полеглих у боротьбі за свободу і незалежність Батьківщини, у селі споруджено обеліск Слави.
У повоєнний період в селі знаходилася центральна садиба колгоспу імені Куйбишева за яким було закріплено 5820 гектарів сільськогосподарських угідь, у тому числі 5030 га орної землі. Господарство вирощувало зернові та технічні культури, займалося м'ясо-молочним тваринництвом.
На початку 1970-х населення села становило 1377 осіб. Нині в селі живе 448 мешканців.
До 2017 року центр Городнянської сільської ради.

## Інфраструктура
На території села працюють загальноосвітня школа I—II ст., дитячий садок, будинок культури, медпункт, відділення зв'язку, магазини. Діє сільськогосподарський кооператив «Городнянський».